# سفعاوات
سفعاوات (الاسم العلمي: Melanitini)، قبيلة حشرات فراشية صغيرة في فُصيلة الساتيراوات وفصيلة الحورائيات. وتحتوي القبيلة على الأجناس التالية:
- Aeropetes Billberg, 1820 - sometimes وضعت في ساتيراوية
- Aphysoneura Karsch, 1894 - توضع في بعض الأحيان في Elymniini
- Cyllogenes آرثر باتلر, 1868
- Gnophodes Doubleday, 1849
- Manataria وليام فورسيل كيربي, [1902]
- سفعاء يوهان كريستيان فابريكيوس, 1807
- Paralethe van Son, 1955 - توضع في بعض الأحيان في ساتيراوية
- Parantirrhoea Wood-Mason, 1881